# Bitwa pod Stodoliczami

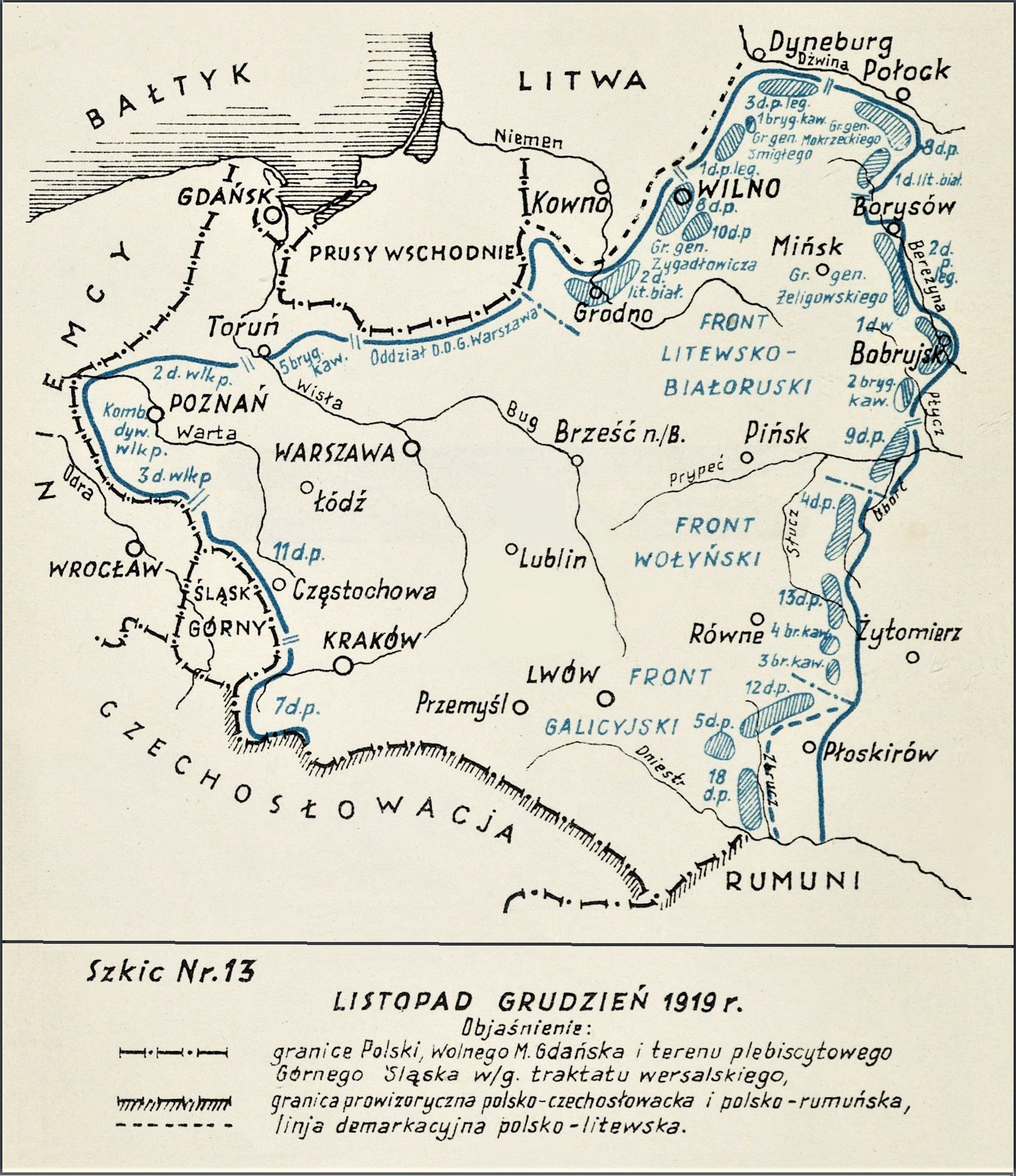
Adam Przybylski,
Wojna Polska 1918–1921

Bitwa pod Stodoliczami – walki pododdziałów polskiego 15 pułku piechoty z oddziałami sowieckiej 47 Dywizji Strzelców w okresie wojny polsko-bolszewickiej.

## Geneza
Zimą 1919/1920 na froncie polsko-sowieckim odnotowywano tylko działania lokalne. Linia frontu była rozciągnięta od środkowej Dźwiny, wzdłuż Berezyny, Uborci, Słuczy, po Dniestr. Zastój w działaniach wojennych obie strony wykorzystywały na przygotowanie się do decydujących rozstrzygnięć militarnych planowanych na wiosnę i lato 1920.  
9 Dywizja Piechoty zajmowała stanowiska na prawym brzegu Uborci. Jej 22 pułk piechoty wzmocniony III/15 pułku piechoty obsadzał 75 kilometrowy odcinek frontu na linii Kruszniki – Buda – Sokołodniki – Machnowicze – Śnickie Pole – Stodolicze – Kartenicze – Bobrowe.

## Walczące wojska
| Jednostka               | Dowódca                | Podporządkowanie   |
| Wojsko Polskie          |                        |                    |
| 9 Dywizja Piechoty      | płk Władysław Sikorski |                    |
| ⇒ 15 pułk piechoty      | mjr Józef Wolf         | 9 Dywizja Piechoty |
| → III/15 pułku piechoty | kpt. Robert Zawadzki   |                    |
| — 10/15 pułku piechoty  | por. Filip Śmiłowski   |                    |
| Armia Czerwona          |                        |                    |
| 47 Dywizja Strzelców    | I.I. Smolin            |                    |
| ⇒ 141 Brygada Strzelców |                        |                    |
| → 422 pułk strzelców    |                        |                    |

## Walki pod Stodoliczami
W lutym 1920 III batalion 15 pułku piechoty obsadzał odcinek obrony Stodolicze - Hrebeń. W Stodoliczach zajęła stanowiska 10 kompania por. Filipa Śmiłowskiego. W jej składzie walczyło 75 żołnierzy uzbrojonych między innymi w 4 ciężkie karabiny maszynowe. Polski wywiad doniósł, że Sowieci w najbliższym czasie planują uderzyć na Stodolicze i Hrebeń.
Dowódca 9 Dywizji Piechoty płk Władysław Sikorski nakazał przygotowanie działań uprzedzających i przeprowadzenie wypadu na tyły przeciwnika. Grupa wypadowa w składzie batalion 22 pułku piechoty i dwie kompanie 15 pułku piechoty wyruszyła nocą z 16 na 17 lutego z zadaniem zorganizowania pod Hrebeniem zasadzki na maszerujące na Stodolicze oddziały sowieckie.
Tej samej nocy dowództwo sowieckiej 47 Dywizji Strzelców skierowało na tę miejscowość 422 pułk strzelców, wzmocniony baterią artylerii. Sowiecki pułk poszedł inną drogą niż oczekiwali Polacy i uniknął przygotowanej zasadzki; dwie godziny po wymarszu polskiej grupy wypadowej pojawił się pod Stodoliczami i uderzył na osamotnioną polską kompanię. 
Obroną Stodolicz kierował osobiście dowódca III/15 pp kpt. Robert Zawadzki. Atak nastąpił około 22.00. Przeciwnik dotarł na odległość stu metrów do polskich okopów i ruszył do szturmu „na bagnety”. Dopiero wówczas zaczęły strzelać cztery ciężkie karabiny maszynowe 10 kompanii, ustawione na skrzydłach obrony. W ich ogniu kilkakrotnie załamały się próby szturmu. Krytyczny moment boju nastąpił w chwili, kiedy oddział czerwonoarmistów wyszedł na tyły obrony i zaatakował stanowiska polskiej broni maszynowej. Obsługi, nie opuszczając stanowisk, obróciły ckm-y w stronę nieprzyjaciela, zasypały go ogniem i zmusiły do odwrotu. Po czterech godzinach walki napór przeciwnika osłabł. Wówczas kpt. Zawadzki wydał rozkaz do kontrataku. Dzięki dobrze ufortyfikowanej obronie Sowieci nie potrafili wykorzystać olbrzymiej przewagi liczebnej jaką posiadali w chwili rozpoczęcia ataku. Słabo wyszkoleni i źle dowodzeni czerwonoarmiści ponieśli wysokie straty i nie zdołali przełamać polskiej obrony. 
O świcie 17 lutego sowiecki pułk wycofał się, ponownie omijając polski oddział wypadowy czekający w zasadzce pod Hrebeniem.

## Bilans walk
Osamotniona, ale dobrze ufortyfikowana, polska kompania potrafiła obronić się przed liczącym około 600 żołnierzy, 4 działa i 12 ciężkich karabinów maszynowych sowieckim oddziałem wypadowym. Na pobojowisku zostało 75 poległych czerwonoarmistów. Straty polskie to jeden poległy i dwóch rannych.